# Mexicambala inopis
Mexicambala inopis är en mångfotingart som beskrevs av Ottis Robert Causey 1971. Mexicambala inopis ingår i släktet Mexicambala och familjen Cambalidae. Inga underarter finns listade i Catalogue of Life.